# 珍娜·福蘭納
珍娜·福蘭納（英語：Janet Flanner，1892年3月13日—1978年11月7日），是美國作家和記者，從1925年擔任巴黎《紐約客》雜誌的記者，直到她於1975年退休。她還在紐約市出版了一本小說《立方體城市》。